# Dactyladenia dewevrei
Dactyladenia dewevrei är en tvåhjärtbladig växtart som först beskrevs av De Wild. och Théophile Alexis Durand, och fick sitt nu gällande namn av Ghillean `Iain' Tolmie Prance och Frank White. Dactyladenia dewevrei ingår i släktet Dactyladenia och familjen Chrysobalanaceae. Inga underarter finns listade i Catalogue of Life.